# Катастрофа Ил-112В в Кубинке
Катастрофа Ил-112 в Кубинке — авиационная катастрофа, произошедшая 17 августа 2021 года вблизи авиабазы Кубинка в Московской области. Опытный экземпляр лёгкого военно-транспортного самолёта Ил-112В во время тренировочного рейса по маршруту Жуковский — Кубинка загорелся в воздухе и рухнул на землю. Все три члена экипажа на его борту погибли.

## Самолёт
Ил-112В — российский лёгкий транспортный самолёт, возобновление советского проекта Ил-112. Первый лётный экземпляр произведён на воронежском авиазаводе ВАСО.
До перелёта в Кубинку совершил два полёта (30 марта 2019 и 30 марта 2021).

## Экипаж
- Командир воздушного судна (КВС) — 63-летний Николай Дмитриевич Куимов. Герой России, Заслуженный лётчик-испытатель России.
- Второй пилот — Дмитрий Александрович Комаров. Лётчик-испытатель 1-го класса.
- Бортинженер — Николай Евгеньевич Хлудеев. Бортинженер-испытатель 1-го класса.

## Хронология событий

### Предшествующие обстоятельства
В конце августа 2021 года Ил-112В борт RF-41400 должен был стать одним из главных участников российской военной выставки «Армия-2021». Весной первый испытательный экземпляр самолёта перелетел с аэродрома Воронежского авиационного завода на лётное поле ЛИИ имени М. М. Громова в Жуковском, где планировалось проведение обширной программы испытаний. Однако накануне выставки испытания были прерваны и самолёт был отправлен на авиабазу Кубинка, откуда впоследствии должен был вылететь для показательных полётов на «Армии-2021».

### Катастрофа
Заходя на посадку в Кубинке, самолёт летел на небольшой высоте и с невысокой скоростью, когда в районе двигателя № 2 (правом) возникло возгорание; вскоре он стал заваливаться на правое крыло, после чего перевернулся в воздухе и рухнул на землю.
Все 3 члена экипажа погибли. Момент катастрофы попал на видео.
Все три члена экипажа были похоронены в Мытищах на федеральном военном мемориале «Пантеон защитников Отечества».
Указом Президента России от 31 августа 2021 года «За мужество, отвагу и самоотверженность, проявленные при испытании и освоении новой авиационной техники», все три члена экипажа борта RF-41400 были награждены Орденами Мужества посмертно.

## Расследование
По сообщению газеты «Коммерсантъ», причиной катастрофы большинство специалистов считает неподготовленность первого экспериментального образца к полётам и возможную спешку с его вводом в строй.
Дефекты конструкции
По мнению специалистов[кто?], одной из причин катастрофы могли стать проблемы с двигателями. Разбившийся самолёт был оснащён газотурбинными двигателями ТВ7-117СТ производства компании «Климов».
Второй известной проблемой Ил-112В является масса планера. Уже к первому полёту 30 марта 2019 года стало понятно, что она примерно на 2,5 тонны больше показателя, установленного в техническом задании.
По мнению экспертов[кто?], опрошенных «Би-би-си», несмотря на катастрофу и проблемы с двигателями, альтернатив Ил-112В для российской армии нет.
Отказ двигателя
По предварительным данным, причиной катастрофы стали помпаж двигателя (в связи с попаданием масла в камеру сгорания) и его разрушение, сопровождающиеся возгоранием и, по заявлению неназванного источника ТАСС, отказом системы флюгирования:

После возгорания двигателя у самолёта не сработала система флюгирования правого двигателя, возникла отрицательная тяга, машину крутануло, и она свалилась в штопор.

По словам неназванного источника агентства ТАСС, если бы система флюгирования винтов сработала, то это позволило бы самолёту совершить посадку: горящий двигатель смог бы отключиться. Источник уточняет, что самолёт шёл строго по глиссаде захода на посадку на аэродроме Кубинка. С момента возгорания двигателя до столкновения с землёй прошло 42 секунды.

### Итоги расследования
19 августа 2021 года оба бортовых самописца были расшифрованы специалистами. Следователи изъяли необходимые документы, которые касаются самолёта.
14 ноября 2021 года замглавы Минпромторга, председатель комиссии по расследованию происшествия Олег Бочаров заявил, что расследование продолжается.